# دوري مارتينيك لكرة القدم
دوري مارتينيك لكرة القدم هو الدوري الوطني لكرة القدم في مارتينيك .البطل الحالي هو نادي فرانسيسكان.